# ZA-P-2224
La ZA-P-2224 es una carretera española perteneciente a la Red de carreteras de la Diputación Provincial de Zamora que une las carreteras  CL-527  y  ZA-324 .
Además da acceso a las localidades de Gáname, Abelón, Moral de Sayago, Moralina y Torregamones.

## Origen y Destino
La carretera  ZA-P-2224  tiene su origen en Bermillo de Sayago en la intersección con la  CL-527 , y termina en Torregamones en su intersección con las carreteras  ZA-324  y  ZA-V-2210  formando parte de la Red de Carreteras Provinciales de la Diputación de Zamora.